# Andrew Jackson Kirk
Andrew Jackson Kirk (* 19. März 1866 bei Warfield, Martin County, Kentucky; † 25. Mai 1933 in Paintsville, Kentucky) war ein US-amerikanischer Politiker. Zwischen 1926 und 1927 vertrat er den Bundesstaat Kentucky im US-Repräsentantenhaus.

## Werdegang
Andrew Kirk besuchte die öffentlichen Schulen seiner Heimat. Nach einem anschließenden Jurastudium an der Valparaiso University in Indiana und seiner 1890 erfolgten Zulassung als Rechtsanwalt begann er in Inez in diesem Beruf zu arbeiten. Zwischen 1894 und 1898 fungierte Kirk als Bezirksstaatsanwalt im Martin County. Danach war er von 1898 bis 1904 Staatsanwalt im 24. Gerichtsbezirk von Kentucky. Im selben Bezirk wurde er anschließend Richter. Dieses Amt bekleidete er bis 1916; danach arbeitete er wieder als privater Rechtsanwalt.
Politisch war Kirk Mitglied der Republikanischen Partei. Nach dem Rücktritt des Abgeordneten John W. Langley wurde er bei der fälligen Nachwahl für den zehnten Sitz von Kentucky als dessen Nachfolger in das US-Repräsentantenhaus in Washington, D.C. gewählt, wo er am 13. Februar 1926 sein neues Mandat antrat. Da er bei den regulären Wahlen des Jahres 1926 von seiner Partei nicht mehr zur Wiederwahl nominiert wurde, konnte er bis zum 3. März 1927 nur die angebrochene Legislaturperiode seines Vorgängers im Kongress beenden.
Nach seinem Ausscheiden aus dem US-Repräsentantenhaus praktizierte Kirk wieder als Anwalt. 1933 wurde er Kandidat seiner Partei für das Amt eines Bezirksrichters. Er starb aber noch vor der Entscheidung über diesen Posten am 25. Mai dieses Jahres in Paintsville. Andrew Kirk fand seine letzte Ruhestätte auf dem Friedhof von Inez.